# Vieille-Chapelle
Vieille-Chapelle (Nederlands: Oudkapelle) is een gemeente in het Franse departement Pas-de-Calais (regio Hauts-de-France) en telt 697 inwoners (1999). De plaats maakt deel uit van het arrondissement Béthune.

## Geografie
De oppervlakte van Vieille-Chapelle bedraagt 3,4 km², de bevolkingsdichtheid is 205,0 inwoners per km².
De onderstaande kaart toont de ligging van Vieille-Chapelle met de belangrijkste infrastructuur en aangrenzende gemeenten.

## Demografie
Onderstaande figuur toont het verloop van het inwonertal (bron: INSEE-tellingen).